# Самарин, Вячеслав Викторович
Вячеслав Викторович Самарин (1914 — ?) — советский инженер, специалист в области радиолокации, лауреат Сталинской премии.
Родился в Киеве 30.11.1914 г.
С 1936 по 1950 г. работал в НИИ-20 (ВНИИРТ - ВНИИ радиотехники), в лаборатории № 18.
Ведущий инженер проекта радиолокатора «Редут-40». Ровно через год после выдачи задания на разработку, 13 апреля 1941 года, установка «Редут-К» (редут корабельный) была смонтирована на крейсере «Молотов» Черноморского флота. Участвовал в отладке корабельной установки и ее сдаче морякам.
Один из разработчиков корабельных РЛС типа «Гюйс». Участвовал в создании РЛС «Лаборатория».
Сталинская премия I степени 1950 года: за разработку РЛС «Обсерватория» коллектив авторов в составе: Рабинович, Абрам Михайлович, гл. конструктор разработки, Авученков, Сергей Николаевич, Заворотищев, Сергей Павлович, Мантейфель, Юрий Александрович, Перец, Рувим Иосифович, Самарин, Вячеслав Викторович, Смирнов, Савва Алексеевич, инженеры, Куракин, Кузьма Лаврентьевич, директор НИИ; Батраков, Александр Данилович, инженер-майор, — за разработку в области военной техники.